# 11 Dywizjon Pancerny

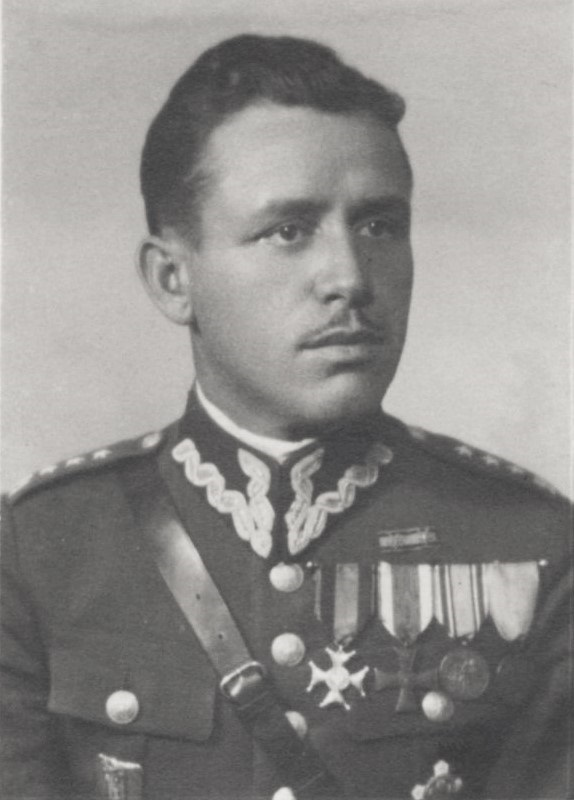
Stefan III Majewski

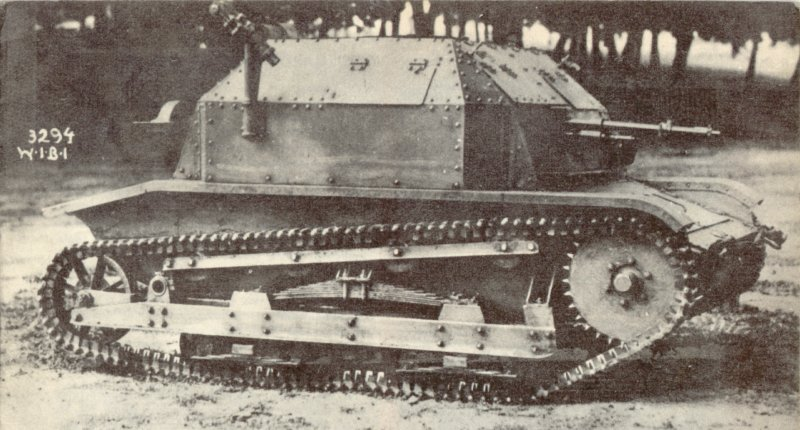
czołg TK-3

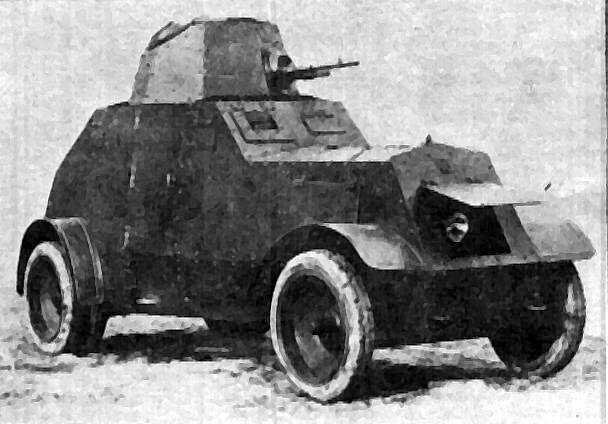
Samochód pancerny Ursus

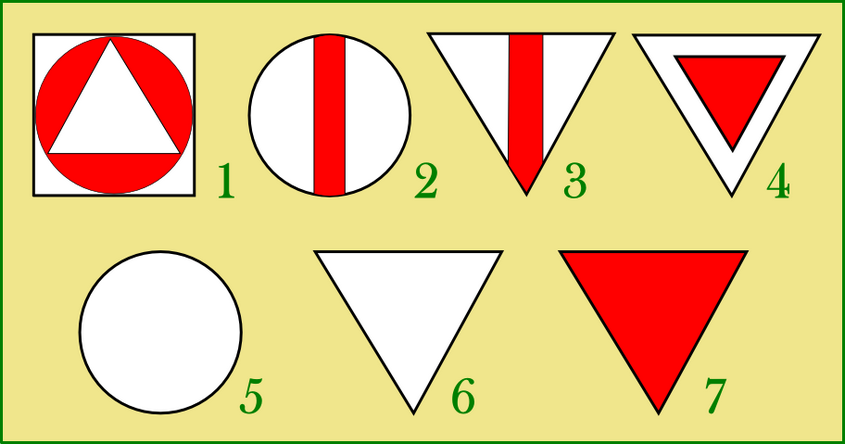
Znaki taktyczne malowane na czołgach lekkich i rozpoznawczych

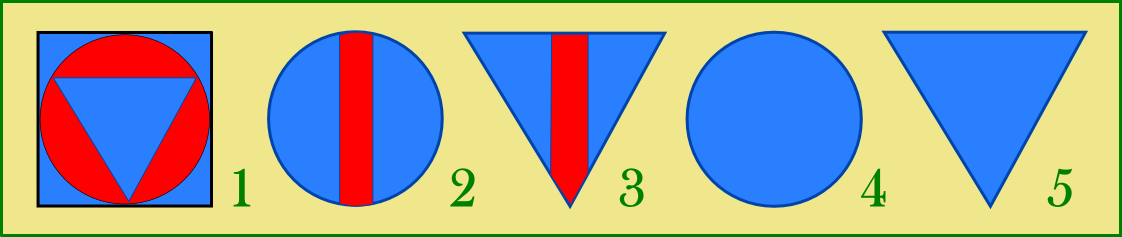
Znaki taktyczne malowane na pojazdach pancernych

11 Dywizjon Pancerny – pancerny pododdział rozpoznawczy Wojska Polskiego II Rzeczypospolitej.
Dywizjon nie występował w pokojowej organizacji wojska. Został sformowany w sierpniu 1939 roku w Modlinie dla Mazowieckiej Brygady Kawalerii w grupie jednostek oznaczonych kolorem żółtym. Jednostką mobilizującą był 11 batalion pancerny.

## Walki dywizjonu
30 sierpnia dywizjon przybył w rejon koncentracji macierzystej brygady. Jego poszczególne pododdziały przydzielono do wojsk osłony i skierowano na linię czat. Plutony patrolowały m.in. rejon Dyczymina, Chorzel, Janowa i Skorupek. Szwadron samochodów pancernych wszedł w kontakt ogniowy z pododdziałami rozpoznawczymi niemieckiej 12 DP. Wieczorem, wspólnie z pozostałymi pododdziałami brygady, dywizjon odszedł na kolejną rubież opóźniania w rejon lasu pod Mchowem. 2 września 1 pluton dywizjonu wspierał 3 batalion strzelców w rejonie wsi Łanięta, a 6 wozów 2 plutonu wspierało 11 pułk ułanów podczas ataku na wzgórze 190. Pluton szwadronu samochodów pancernych dywizjonu walczył koło Groduska z wozami niemieckiej DPanc „Kempf”, a przed wieczorem cały szwadron wspierał 11 pułk w walkach pod Rostowem z batalionem pułku SS „Deutschland”.

## Organizacja i obsada personalna
Obsada personalna:
Dowództwo (poczet dowódcy)
- dowódca – mjr Stefan III Majewski
- adiutant – kpt. Zbigniew Brodzikowski (w AK ps. „Rańcza”)

Szwadron Czołgów Rozpoznawczych Nr 11 (trzynaście czołgów TK)
- dowódca – kpt. br. panc. Stanisław Spodenkiewicz[c] †8 IX 1945 Loreto (dowódca III plutonu kompanii podchorążych zawodowych)
- dowódca 1 plutonu – por. Stefan Widort
- dowódca 2 plutonu – ppor. rez. Edward Sokopp

Szwadron Samochodów Pancernych Typ „B” Nr 11 (osiem samochodów pancernych wzór 1929)
- dowódca – kpt. br. panc. Mirosław Jarociński †1940 Charków[6]
  - dowódca 1 plutonu – por. Michał Nahorski
  - dowódca 2 plutonu – chor. Stefan Wojcieszak (ranny 1 IX 1939)

Szwadron Techniczno-Gospodarczy
- dowódca – kpt. br. panc. Tadeusz Weryho-Darowski †1940 Charków[7] (dowódca I plutonu kompanii podchorążych zawodowych)